# Roberto Guthié
Roberto Guthié (Rosario, provincia de Santa Fe, Argentina; 1930 - Buenos Aires, Argentina; 1992) fue un actor argentino de cine, teatro y televisión.

## Carrera
Actor rosarino y de ascendencia francesa, tuvo una labor destacable en sus roles de reparto tanto en comedias como en dramas. En teatro integró la Compañía de Comedias Argentinas Luis Arata.
En televisión intervino en los ciclos televisivos Los viernes de Pacheco y el Ciclo de Myriam de Urquijo, y la telenovela Grande Pa!.
En cine secundó a grandes cómicos como José Marrone, Osvaldo Pacheco, Jorge Luz, Adolfo García Grau, Francisco Álvarez, entre muchos otros. Debutó en 1951 con Suburbio, bajo la dirección de León Klimovsky y protagónicos de Pedro López Lagar y Fanny Navarro. Su última aparición en la pantalla grande se dio en 1971 con Muchacho que vas cantando bajo la mano de Enrique Carreras, y protagonizada por Palito Ortega.

## Filmografía
- 1971: Muchacho que vas cantando.
- 1970: Moamba (Vidas vendidas).
- 1968: Operación San Antonio.
- 1967: Coche cama, alojamiento.
- 1966: Mi primera novia.
- 1966: De profesión sospechosos.
- 1966: La gran felicidad.
- 1958: El primer beso.
- 1958: De Londres llegó un tutor.
- 1955: Para vestir santos.
- 1951: Suburbio.

## Televisión
- 1991: ¡Grande, pa!
- 1970: Otra vez Drácula.
- 1969: Ciclo de Myriam de Urquijo.
- 1963/1970: Los viernes de Pacheco.
- 1956: La madre de la novia encabezada por Pedro Aleandro, María Luisa Robledo, Juan Carlos Galván y Norma Aleandro.

## Teatro
- 1956: Pesadilla, con Amelia Bence, Amanda Santalla y Julio Bianquet, entre otros.
- 1954: El último perro, estrenada en el Teatro Nacional Cervantes, con José de Ángelis, Alfonso Amigo, Milagros de la Vega, Golde Flami, Nelly Meden, Chita Dufour, Américo Acosta Machado, Miguel Faust Rocha, Esperanza Palomero, Horacio O'Connor, Amalia Britos, entre otros.
- 1954: Casa de Reyes, con la compañía de Eduardo Cuitiño-Alberto Bello - Milagros de la Vega, con Antonio Capuano.
- 1950: La acción en Buenos Aires, un día cualquiera de estos tiempos, junto con Amelia Bence, Amanda Santalla, Julio Bianquet, Luis Prendes, Romualdo Quiroga, Nélida del Río y Virginia Romay.